# معابد الشمس المصرية

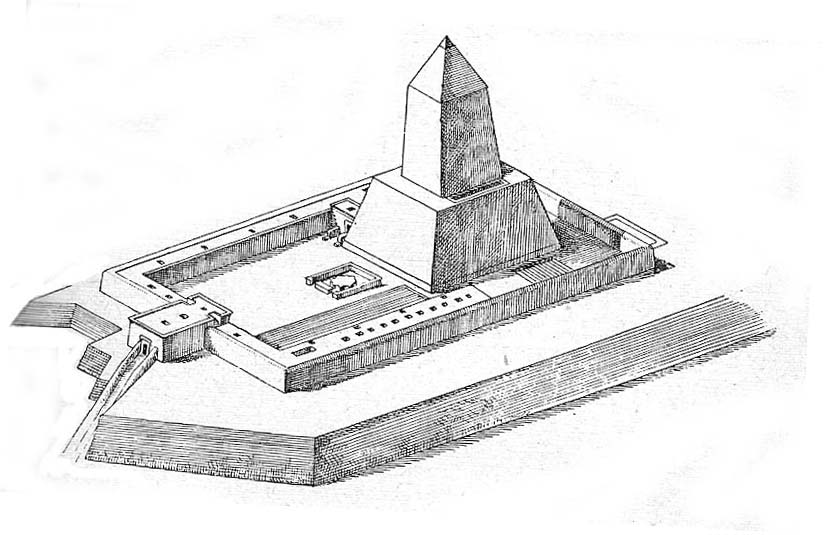
معبد شمس ني أوسر رع في أبوصير.

معابد الشمس المصرية القديمة لإله الشمس رع. وهي تتكون من معظم المعابد التي بناها ستة أو سبعة من فراعنة من الأسرة المصرية الخامسة خلال فترة الدولة القديمة. ومع ذلك فإن معابد الشمس ستظهر مرة أخرى بعد ألف عام تحت حكم إخناتون في المملكة الحديثة بمبناء معبد الكرنك في طيبة.
تم بناء معابد الشمس في عهد الأسرة الخامسة في منطقتين هما أبو غراب وأبوصير والمسافة بينهما في حدود 1 كيلومتر (0.62 ميل) من بعضها البعض وحوالي 15 كيلومتر (9.3 ميل) جنوب القاهرة الحديثة. قد تكون على غرار معبد الشمس في مدينة أون. يُعتقد أنه تم بناء ستة أو سبعة معابد لكن لم يتم اكتشاف سوى اثنين منها: معمل أوسركاف ومعبد ني أوسر رع. الملوك الستة مرتبطة بوجود معابد الشمس التي بنيت في عهدهم وهم: أوسر كاف وساحورع ونفر إر كا رع ونفر ف رع ونفر ف رع نيو سي رع ومنكاو حور كايو. جد كا رع الملك الثامن من الأسرة الخامسة أوقف فجأة بناء معابد الشمس. لايزال معبد نيوسي رع المكشوف بالقرب من قرية أبو غراب يحمل بقايا مثيرة للإعجاب ولا سيما المذبح الرئيسي الذي يضم مذبحًا تم التضحية به جيدًا ويتألف من عدد من أجزاء المرمر. تم تدمير معبدي الشمس اللذين تم العثور عليهما (حتى الآن) لدرجة أن الحفريات تعتمد في الغالب على علامات الهيروغليفية في أسماء المعابد من أجل إعادة بناء شكل مميز لمعبد الشمس المصري المميز مثل المسلة. ومع ذلك، تشير الأنقاض إلى أنها كانت عبارة عن عبادة في الهواء الطلق منظمة بدلاً من أن تكون مغلقة.

## الأساطير والأساس الواقعي
وفقًا لحكاية تعود إلى عصر الدولة الوسطى «حكاية ديدي والسحرة» فإن أول ملوك الأسرة الخامسة كانوا ثلاثة توائم وكانت الأسرة المصرية الخامسة السلالة الفعلية للإله شمس رع. يبدو أن هناك بعض الحقيقة وراء هذه الأسطورة: ولكن هؤلاء الحكام بدأوا أيضًا بتكريس قوي بشكل غير معتاد لرع الذي استمر طوال الأسرة الخامسة والسادسة.

## الإكتشاف
إن معاني الشمس ومعانيها متأصلة في التاريخ المعماري والديني للمملكة القديمة وتحديداً الأسرة الخامسة في مصر والأسرة المصرية السادسة في مصر. تم اكتشاف أول معبد للشمس في نهاية القرن التاسع عشر. أول هذه المعابد التي تم اكتشافها كان نيو سي رع والثاني أوسركاف ودراسة هذا النوع من المعابد لم تبدأ حقا حتى 1950م.

## الوظيفة
يوجد نقاش حول ماهية وظيفة هذه المعابد بالضبط حيث يبدو أنها كانت لأكثر من مجرد أغراض جنائزية ملكية على عكس الأهرامات المصرية ولكن يبدو أنها كانت جزءًا من العبادة الثقافية للملك لأنه كان ضروريًا على كل ملك أن يكون له معبد شخصي. وفقًا للباحث ماسيميليانو نوزولو خلال الأسرتين الخامسة والسادسة "يبدو أن الفرعون قد اكتسب معنى اجتماعيًا دينيًا جديدًا باسم" ملك الشمس "و" إله الشمس ". يرتبط هذا ارتباطًا جيدًا بحقيقة أن معابد الشمس هذه هي أولى حالات الملوك المصريين التي تكرس معابد كبيرة مصنوعة من الحجر منفصلة تمامًا عن الأهرامات الجنائزية.

## الأهمية
نظرًا لوجود ستة إلى سبعة أسماء مختلفة لمعابد الشمس المذكورة في المصادر الأولية من هذه الفترة يُقترح وجود ستة معابد مختلفة على الأقل. ومع ذلك لا يوجد مصطلح محدد لمعبد الشمس في مصر القديمة. كانت المعابد أيضًا مصدرًا للثروة والأهمية الكبرى في مصر القديمة.

## المعابد المختلفة
بنى مؤسس الأسرة الخامسة أوسركاف أول معبد لرع في أبوصير على بعد بضعة كيلومترات شمال مقبرة سقارة حيث بنى هرمه. في المجموع تم بناء المعابد التالية:
- معبد أوسركاف
- معبد ساحور
- معبد نفر إر كارع كاكاي
- معبد نفر ف رع
- معبد شبسس كارع
- معبد ني أوسر رع
- معبد منكاو حور كايو.

تم اكتشاف معبدين فقط من معابد الشمس فقط لـ أوسركاف وني أوسر رع اليوم. يحتوي معبد ني أوسر رع على عدد كبير من النقوش من عهد هذا الملك.

## البناء
تم بناء معابد الشمس على الضفة الغربية للنيل مثل الأهراماتو كان لها طريق واحد وطريق واحدة للخروج. يبدو أن لكل معبد شمس ثلاثة أقسام رئيسية: أولاً يبدو أن هناك معبد الوادي الصغير ويقع بالقرب من قناة مائية أو موقع زراعة؛ ثانياً، جسر قصير يؤدى إلى الصحراء من معبد الوادي الصغير المذكور سابقًا إلى هضبة الصحراء حيث يوجد الجزء الثالث والأهم وهو معبد الشمس.